# Scott Adkins
Scott Edward Adkins (født 17. juni 1976) er en engelsk skuespiller, producer, manuskriptforfatter og kampsportsudøver. Han har spillet den russiske fange Yuri Boyka i filmen Undisputed II: Last Man Standing (2006) og i de to efterfølgere Undisputed III: Redemption (2010) og Boyka: Undisputed (2016); Casey Bowman i Ninja (2009) og i efterfølgeren Ninja: Shadow of a Tear (2013); og han har medvirket i Universal Soldier: Day of Reckoning, The Bourne Ultimatum og Zero Dark Thirty.
Adkins er også kendt for sit samarbejde med Jean-Claude Van Damme, i The Shepherd: Border Patrol (2008), Assassination Games (2011), Universal Soldier: Day of Reckoning og The Expendables 2 (both 2012). Han har også spillet overfor Kellan Lutz i The Legend of Hercules (2014), Wu Jing i Wolf Warrior (2015), Donnie Yen i Ip Man 4: The Finale (2019), Tony Jaa og Iko Uwais in Triple Threat (2019), og Keanu Reeves i John Wick: Chapter 4 (2023).

## Filmografi

### Film
| År   | Titel                                     | Rolle                            | Noter                                                                |
| ---- | ----------------------------------------- | -------------------------------- | -------------------------------------------------------------------- |
| 2001 | The Accidental Spy                        | Lee's bodyguard / Turkish leader | Credited as Scott Edward Adkins                                      |
| 2001 | Extreme Challenge                         | Isac Borman                      | Direct-to-video                                                      |
| 2001 | Pure Vengeance                            | Dany                             | Direct-to-video                                                      |
| 2002 | Black Mask 2: City of Masks               | Dr. Lang                         |                                                                      |
| 2003 | Special Forces                            | Talbot                           | Direct-to-video                                                      |
| 2003 | The Medallion                             | Snakehead's Henchman             |                                                                      |
| 2005 | Unleashed                                 | Swimming Pool Fighter            |                                                                      |
| 2005 | Pit Fighter                               | Nathan                           | Direct-to-video                                                      |
| 2006 | The Pink Panther                          | Jacquard / Footballer            |                                                                      |
| 2006 | Undisputed II: Last Man Standing          | Yuri Boyka                       | Direct-to-video                                                      |
| 2007 | The Bourne Ultimatum                      | Agent Kiley                      |                                                                      |
| 2008 | The Shepherd: Border Patrol               | Karp                             | Direct-to-video                                                      |
| 2008 | Stag Night                                | Carl                             | Direct-to-video                                                      |
| 2009 | X-Men Origins: Wolverine                  | Weapon XI                        | Shared role with Ryan Reynolds                                       |
| 2009 | The Tournament                            | Yuri Petrov                      | Direct-to-video                                                      |
| 2009 | Ninja                                     | Casey Bowman                     | Direct-to-video                                                      |
| 2010 | Undisputed III: Redemption                | Yuri Boyka                       | Direct-to-video                                                      |
| 2011 | Assassination Games                       | Roland Flint                     | Direct-to-video                                                      |
| 2012 | El Gringo                                 | The Man                          |                                                                      |
| 2012 | The Expendables 2                         | Hector                           |                                                                      |
| 2012 | Universal Soldier: Day of Reckoning       | John                             | Direct-to-video                                                      |
| 2012 | Zero Dark Thirty                          | John                             |                                                                      |
| 2013 | Legendary                                 | Travis Preston                   | Direct-to-video                                                      |
| 2013 | Green Street 3: Never Back Down           | Danny Harvey                     | Direct-to-video                                                      |
| 2013 | Ninja: Shadow of a Tear                   | Casey Bowman                     | Direct-to-video                                                      |
| 2014 | The Legend of Hercules                    | King Amphitryon                  |                                                                      |
| 2015 | Zero Tolerance                            | Steven                           | Direct-to-video                                                      |
| 2015 | Wolf Warrior                              | Tom Cat                          |                                                                      |
| 2015 | Close Range                               | Colton MacReady                  | Direct-to-video                                                      |
| 2015 | Re-Kill                                   | Parker                           | Direct-to-video                                                      |
| 2016 | Home Invasion                             | Heflin                           | Direct-to-video                                                      |
| 2016 | Jarhead 3: The Siege                      | Gunny Raines                     | Direct-to-video                                                      |
| 2016 | Grimsby                                   | Pavel Lukashenko                 |                                                                      |
| 2016 | Criminal                                  | Pete Greensleeves                |                                                                      |
| 2016 | Hard Target 2                             | Wes Baylor                       | Direct-to-video                                                      |
| 2016 | Boyka: Undisputed                         | Yuri Boyka                       |                                                                      |
| 2016 | Doctor Strange                            | Lucian / Strong Zealot           |                                                                      |
| 2016 | Eliminators                               | Martin Parker                    | Direct-to-video                                                      |
| 2017 | Savage Dog                                | Martin Tillman                   |                                                                      |
| 2017 | American Assassin                         | Victor                           |                                                                      |
| 2018 | Accident Man                              | Mike Fallon                      | Also producer and screenwriter                                       |
| 2018 | The Debt Collector                        | French                           |                                                                      |
| 2018 | Incoming                                  | Reiser                           |                                                                      |
| 2018 | No Surrender                              | The Crazy One                    |                                                                      |
| 2019 | Abduction                                 | Quinn                            |                                                                      |
| 2019 | Triple Threat                             | Collins                          |                                                                      |
| 2019 | Avengement                                | Cain Burgess                     |                                                                      |
| 2019 | Ip Man 4                                  | Barton Geddes                    |                                                                      |
| 2019 | Altar Rock                                | Marco                            |                                                                      |
| 2020 | Debt Collectors                           | French                           | Direct-to-video                                                      |
| 2020 | Legacy of Lies                            | Martin Baxter                    | Direct-to-video                                                      |
| 2020 | Seized                                    | Nero                             | Direct-to-video                                                      |
| 2020 | Dead Reckoning                            | Marco                            | Direct-to-video                                                      |
| 2020 | The Intergalactic Adventures of Max Cloud | Max Cloud                        | Direct-to-video                                                      |
| 2021 | One Shot                                  | Jake Harris                      | Direct-to-video                                                      |
| 2021 | Castle Falls                              | Mike Wade                        | Direct-to-video                                                      |
| 2022 | Day Shift                                 | Diran Nazarian                   |                                                                      |
| 2022 | Section Eight                             | Leonard Locke                    | Direct-to-video                                                      |
| 2022 | Accident Man: Hitman's Holiday            | Mike Fallon                      | Direct-to-video; also producer, screenwriter and fight choreographer |
| 2023 | John Wick: Chapter 4                      | Killa Harkan                     |                                                                      |
| 2023 | Wherever You Go                           | Joseph                           | Direct-to-video                                                      |
| 2024 | One More Shot                             | Jake Harris                      | Direct-to-video                                                      |
| 2024 | Lights Out                                | Don 'The Reaper' Richter         |                                                                      |
| 2024 | The Killer's Game                         | Angus Mackenzie                  | Post-production                                                      |
| 2024 | Take Cover                                | Sam Lorde                        | Post-production; direct-to-video                                     |
| 2025 | Skyline: Warpath                          | Eric Corley                      | Post-production                                                      |
| 2025 | Diablo                                    | Kris Chaney                      | Post-production; direct-to-video; also producer                      |
| TBA  | Death March                               | James Wright                     | Post-production, direct-to-video; also screenwriter                  |

### Fjernsyn
| År         | Titel                    | Rolle                | Noter                                  |
| ---------- | ------------------------ | -------------------- | -------------------------------------- |
| 1998       | Dangerfield              |                      | Episode: "Paths"                       |
| 1999       | City Central             | Jake Clanton         | Episode: "Life Liberty and Pursuit"    |
| 2000       | Doctors                  | Ross                 | 3 episoder                             |
| 2001       | The Big Breakfast        | Himself              | 1 episode                              |
| 2002       | Mutant X                 | Marko                | Episode: "Sign from Above"; uncredited |
| 2003       | EastEnders               | Joel                 | 6 episoder                             |
| 2005       | Mile High                | Ed Russell           | 12 episoder                            |
| 2005       | Hollyoaks: Let Loose     | Ryan                 | 2 episoder                             |
| 2006       | Holby City               | Bradley Hume         | 9 episoder                             |
| 2012, 2014 | Métal Hurlant Chronicles | Guillame / Joe Manda | 3 episoder                             |